# Малін Бар'ярд-Юнссон
Малін Бар'ярд-Юнссон  (швед. Malin Baryard-Johnsson, 10 квітня 1975) — шведська вершниця, олімпійська медалістка.

## Виступи на Олімпіадах
| Олімпіада    | Дисципліна       | Місце              |
| ------------ | ---------------- | ------------------ |
| Атланта 1996 | конкур, особисті | =48 (кваліфікація) |
| Атланта 1996 | конкур, командні | 10                 |
| Сідней 2000  | конкур, особисті | =20                |
| Сідней 2000  | конкур, командні | 7                  |
| Афіни 2004   | конкур, особисті | участь r2/2        |
| Афіни 2004   | конкур, командні | 2                  |